# Arnmødlingatal
Arnmødlingatal también saga Arnmødlinga es un manuscrito medieval que se conserva en el compendio Fagrskinna (versión B), escrito hacia principios del siglo XIII y que detalla la genealogía del clan familiar Arnmødinge, los descendientes del jarl Arnmod de Noruega. También aparecen detalles de la vida del rey rugio Erling Skjalgsson, un þáttr sobre Eindride Styrkarsson (padre de Einar Tambarskjelve) y Erling, que difiere de Heimskringla de Snorri Sturluson.